# Агентство США по глобальным медиа
Агентство США по глобальным медиа (англ. U.S. Agency for Global Media, USAGM), ранее Совет управляющих по вопросам вещания (англ. Broadcasting Board of Governors, BBG) — независимое агентство Федерального правительства США. Согласно размещённой на официальном сайте информации, его цель состоит в том, чтобы «информировать, вовлекать и объединять людей во всём мире в поддержку свободы и демократии». До 1999 года существовал как отдел ЮСИА.

## История
В 1990 году Информационное агентство США (ЮСИА) произвело реорганизацию, создав Бюро по радиовещанию (англ. Bureau of Broadcasting) — единую «зонтичную» организацию для своих подконтрольных организаций — «Голос Америки», WORLDNET и радио и телевидение Марти, которые обслуживала единая служба технической поддержки.
В 1991 году Бюро по радиовещанию создало Управление анализа партнерских отношений и аудиторий (англ. Office of Affiliate Relations and Audience Analysis) (в 1996 году переименовано в Управление обучения партнерских отношений и СМИ, англ. Office of Affiliate Relations and Media Training) для организации и поддержания сети «аффилированных» радио- и телевизионных станций по всему миру, распространяющих медиапродукцию «Голоса Америки» и WORLDNET. В настоящее время эту медиапродукцию транслируют более 1200 радио- и телевизионных станций.
30 апреля 1994 года президент США Билл Клинтон подписал Закон о международном вещании (англ. International Broadcasting Act), который предусматривал создание Бюро по международному вещанию (IBB) в рамках ЮСИА, и учреждение Совета управляющих по вопросам вещания (BBG) с правом контроля всех радио- и телепередач невоенного характера, транслируемых правительством США для международной аудитории.
BBG контролирует деятельность Бюро по международному вещанию, которое обеспечивает производство и распределение мультимедийного контента, а также техническую и административную поддержку вещательных сетей. Бюро по международному вещанию управляет обширной системой арендуемых спутниковых и оптоволоконных каналов связи, а также быстро развивающейся Интернет-инфраструктурой, транслирующих передачи на 61 языке.
Совет управляющих по вопросам вещания формируется на двухпартийной основе, в его состав входит госсекретарь США (по должности) и восемь членов, которых назначает президент и утверждает Сенат США. Первый состав Совета управляющих был приведен к присяге 11 августа 1995 года.
1 октября 1999 года Совет стал самостоятельной организацией.

## Структура и состав Совета
Совет управляющих по вопросам вещания формируется на двухпартийной основе, в его состав входит госсекретарь США (по должности) и восемь членов, которых назначает президент и утверждает Сенат США. По закону, не более четырёх членов Совета должны членами одной и той же политической партии. Президент назначает председателя Совета. Совет служит своего рода «барьером» против политического вмешательства в работу журналистов.

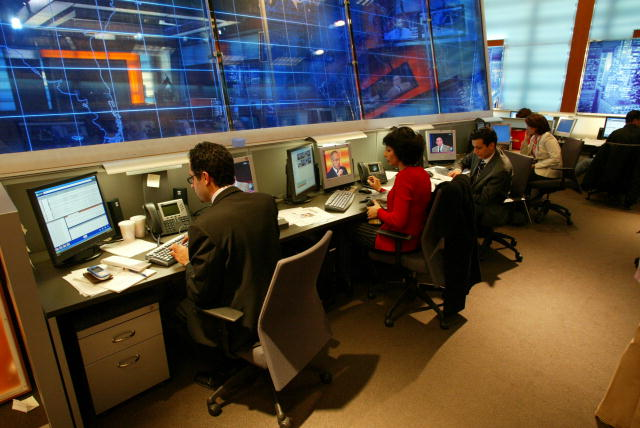
Ньюсрум в Middle East Broadcasting Networks, Inc., финансируемой BBG

По состоянию на январь 2015 года, членами Совета являлись:
- Джеффри Шелл, председатель
- Мэттью Армстронг
- Леон Арон
- Райан Крокер
- Майкл Кемпнер
- Карен Корнблах
- Госсекретарь Джон Керри (по должности)
- Майкл Михан
- Кеннет Вайнштейн.

Ранее в состав Совета входили:
- Норман Паттиз (май 2000 г. — март 2006 г.)[8]
- Дэвид Берк (август 1995—2002)
- Эдвард Кауфман (август 1995 — декабрь 2008)
- Кеннет Томлинсон августа 2002-[9]
- Уолтер Айзексон (июль 2010 — январь 2012)
- Дана Перино (июль 2010 — декабрь 2012)
- Виктор Эш (июнь 2010—2013)
- Майкл Линтон (июль 2010 — май 2013)
- Сьюзен Мак-Кью (июль 2010 — май 2014).

## Функции и подконтрольные организации
Совет контролирует следующие вещательные организации, вещающие на 61 языках в более чем 125 странах:
- Голос Америки[10];
- The Middle East Broadcasting Networks, Inc (MBN). MBN включает телекомпанию Аль-Хурра и Радио Сава;
- Радио Свободная Европа/Радио Свобода включает в себя Радио Фарда, Радио Азади и Радио Машааль[10];
- Радио Свободная Азия;
- радио и телевидение Марти[англ.].

«Голос Америки» передаёт международные, региональные и местные новости, а также всестороннее освещение ситуации в США и их политику.
«Радио Свободная Европа/Радио Свобода» и «Радио Свободная Азия» ведут вещание на соответствующие европейские и азиатские аудитории с акцентом на внутренние события. «Радио и телевидение Марти» ведёт вещание на Кубу, в то время как «Аль-Хурра» и «радио Сава» обеспечивают Ближний Восток и Северную Африку полным спектром международных, региональных и местных новостей, а также освещают политику США.
В 2013 году суммарная аудитория подконтрольных Совету вещательных организаций (радио, телевидения и Интернет) достигла 206 млн человек в неделю — по сравнению с 175 млн в 2012 году.
Совет поддерживает функционирование радиостанции, вещающей круглые сутки в средневолновом диапазоне с частотой 810 кГц. Для продвижения в Интернет в 2012 году было создано несколько сайтов, в которые помещались материалы «Голоса Америки». Ведётся сотрудничество с другими СМИ. Так, согласно подписанному соглашению с РБК, репортёры «Голоса Америки» предоставляли бизнес-отчёты для публикации в РБК для программы о Нью-Йоркской фондовой бирже. Имеется неформальное сотрудничество с телеканалом «Дождь».

## Финансирование
Совет запрашивает ежегодное финансирование в Конгрессе США и представляет ежегодный проект бюджета. В 2011 проект бюджета включал выделение средств на совершенствование системы спутникового вещания, в частности, создание видеопрограмм для «Радио Свободная Азия» и улучшение распространения медиаконтента «Голоса Америки».
В 2011 году Совет получил от Конгресса $ 10 млн в целях борьбы с интернет-цензурой. При обсуждение бюджета совета на 2011 финансовый год, президент Обама встал на сторону Совета, отметив, что организация будет «обеспечивать неограниченный доступ к информации в Интернете», осуществляя, в частности, кампанию против Интернет-цензуры в Китае и других недемократических странах.
Операционный бюджет Совета в 2014 году составил $733 млн. Запрос Совета на 2015 финансовый год — $721 млн

## Оценки
Миссия Совета, заявленная на его официальном сайте — развитие и поддержка свободы и демократии путём передачи точных и объективных новостей и информации о Соединённых Штатах Америки и мире для зарубежной аудитории.
По оценкам ряда отчётов Счётной палаты США, опубликованных начиная с 2004 года, Совет плохо справляется с выполнением своей миссии. В частности, в отчёте 2004 года отмечено, что «существование пяти отдельных вещательных организаций привело к дублированию языковых служб, дублированию контента, резервных телепередач и вспомогательных услуг, и трудностям в координации вещания». В отчёте также констатируется, что «маркетинговые проблемы включают в себя устаревшие форматы программ, плохое качество сигнала и низкую осведомленность аудитории на многих рынках».
В апреле 2010 года сенатор Том Коберн подал запрос в администрацию Обамы, с целью привлечения внимания к неэффективности организации, заявив в интервью: «Совет является наиболее бесполезной организацией в федеральном правительстве. Это масса людей, которые ничего не знают о средствах массовой информации или внешней политике». Сенатор Джим Деминт также пытался организовать в Конгрессе слушания по Совету, после того как убедился в недостаточном надзоре Конгресса. Коберн написал открытое письмо лидеру сенатского меньшинства Митчу Макконнеллу в августе 2010 года со ссылкой на «давние опасения относительно прозрачности и эффективности наших международных вещательных организаций, управляемых Советом управляющих за счёт средств налогоплательщиков».
21 января 2015 года новый председатель Совета Эндрю Лак заявил в интервью New York Times, что Russia Today представляет собой угрозу для Соединённых Штатов, наряду с ИГИЛ и Боко харам.